# 池山小屋 (木曽山脈)

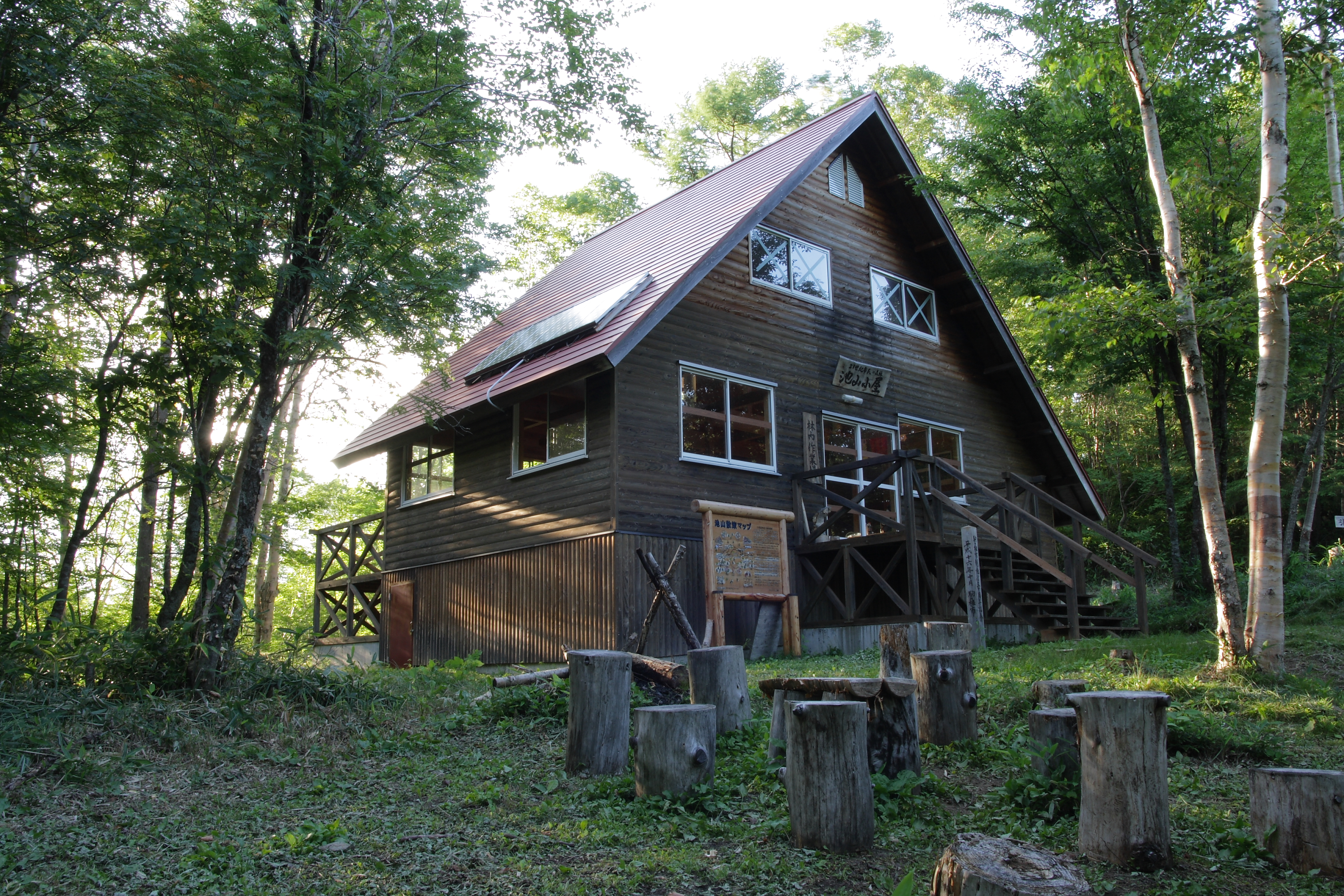
池山小屋の外観 （2008年7月撮影）

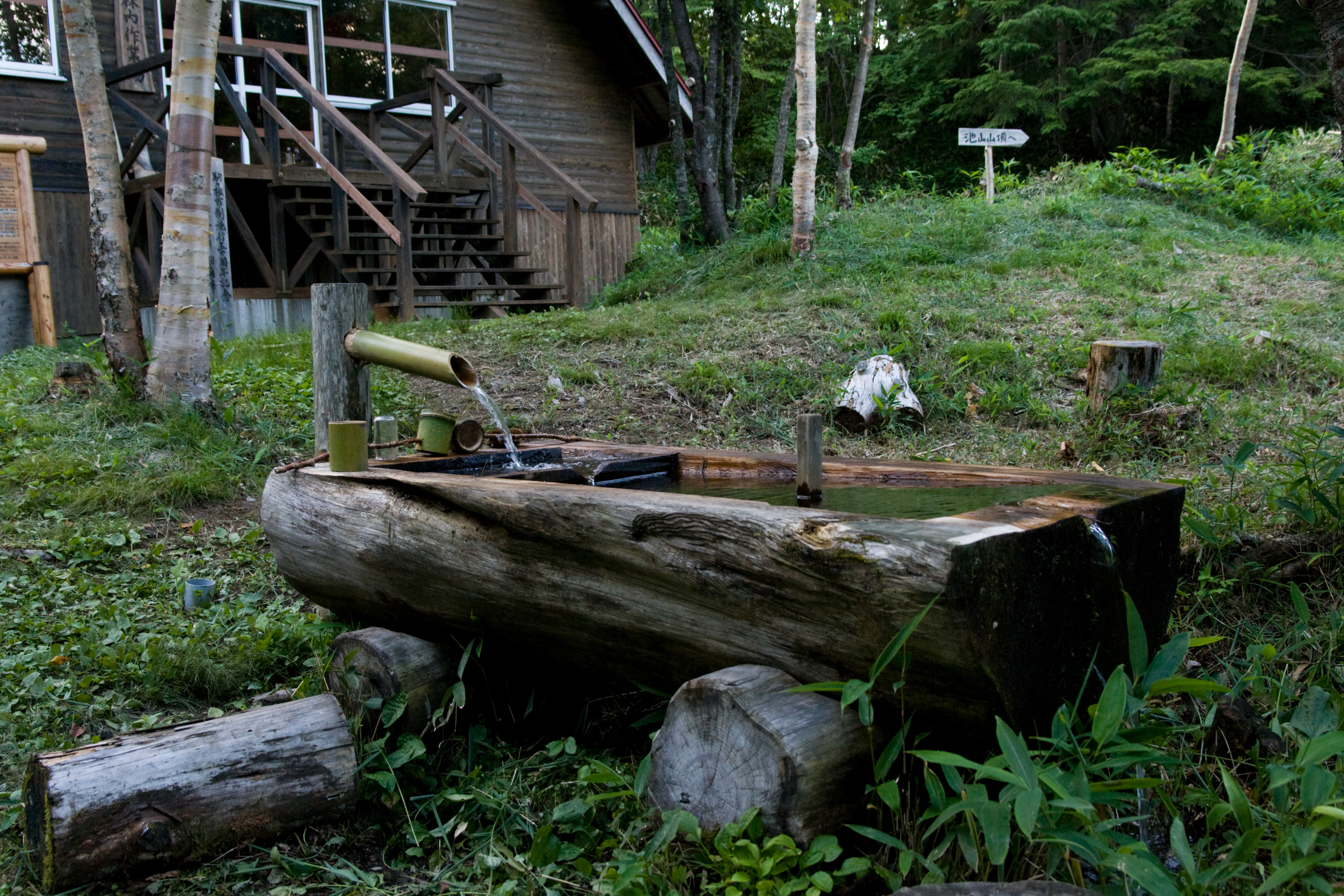
池山小屋前の水場 （2008年7月撮影）

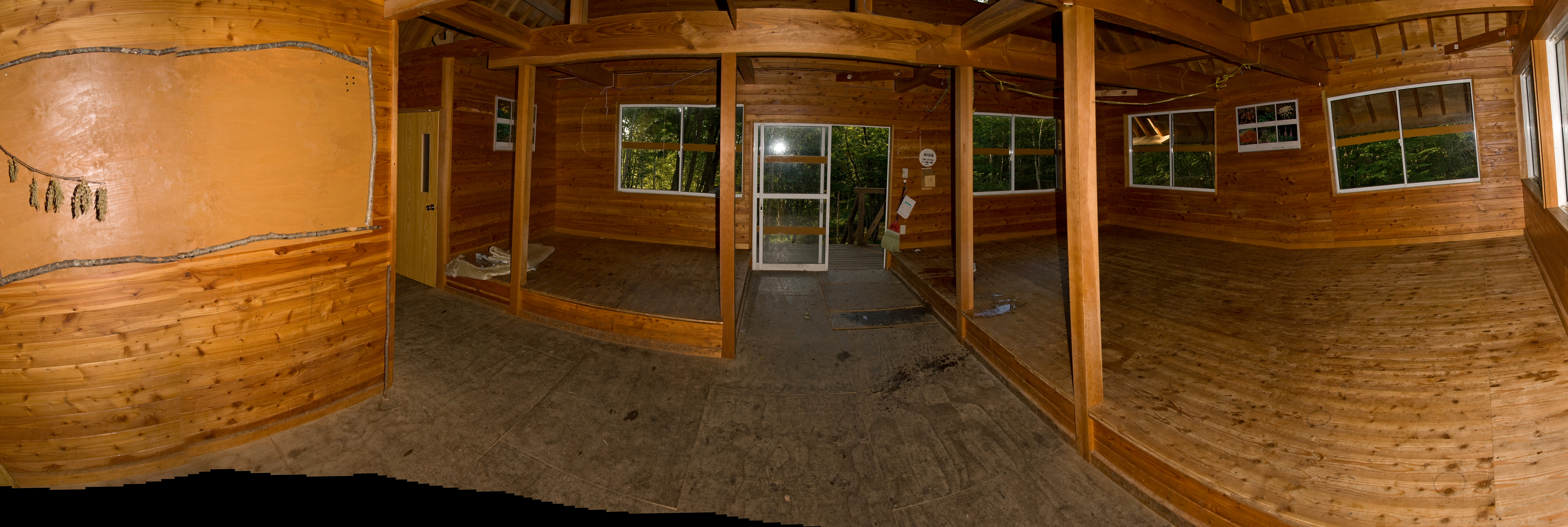
池山小屋の内観 （2008年7月撮影）

池山小屋（いけやまごや）は、中央アルプス・空木岳登山道の池山尾根にある無人の山小屋である。長野県駒ヶ根市に位置する。

## 小屋のデータ
- 標高 -- 1,750m
- 利用可能時期 -- 通年
- 利用料金 -- 一人1000円
- 収容人数 -- 20-30人
- トイレ -- あり （屋内に大・小各一基）
- 水場 -- 小屋前と小屋付近の登山道脇 の2か所

## 小屋周辺

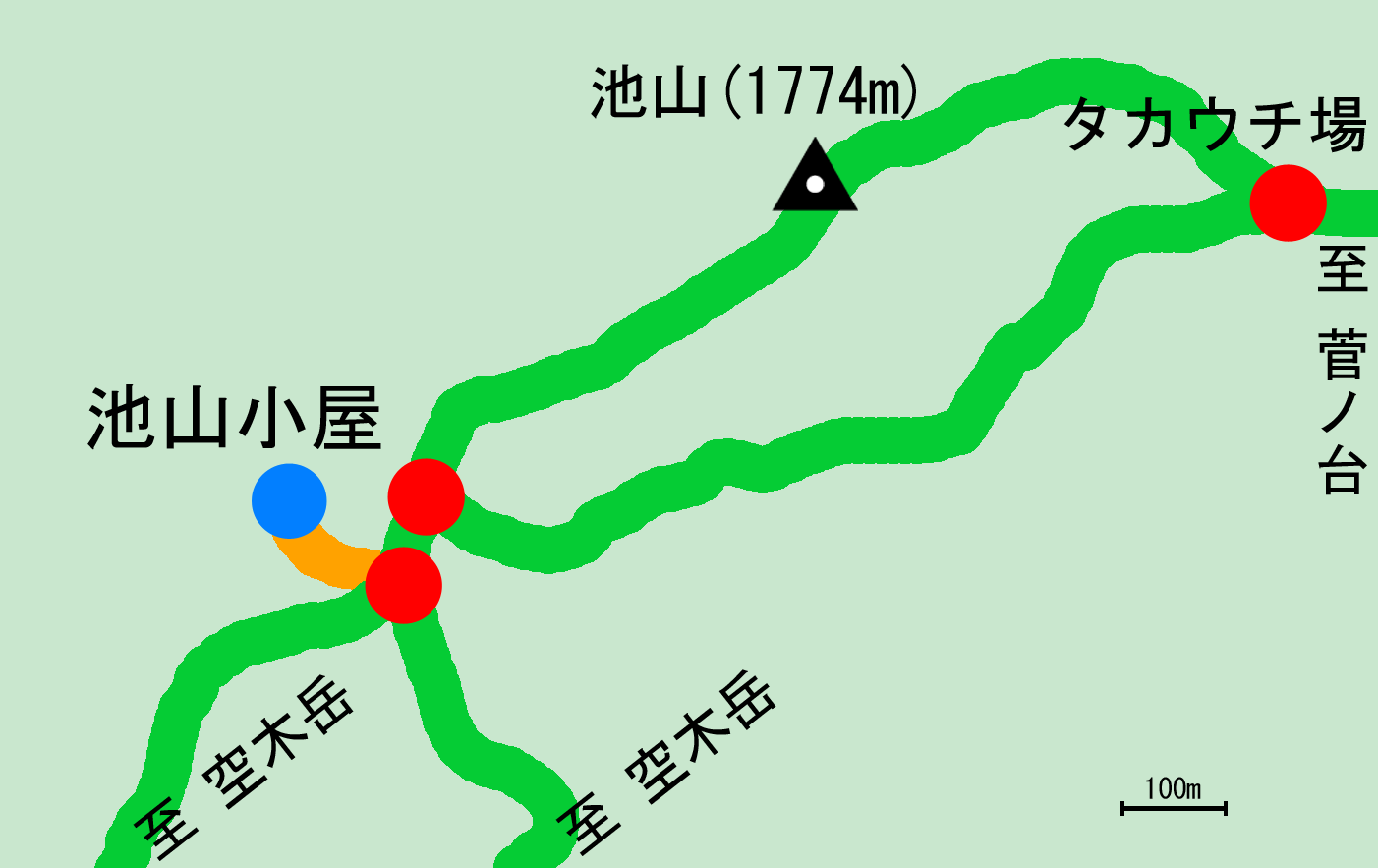
池山小屋周辺の地図

- 池山
- 空木平カール
- 空木岳

## 周辺の山小屋
- 野生動物観察棟 （池山尾根・標高1,500m）
- 空木平避難小屋 （空木平カール・標高2,520m）
- 空木駒峰ヒュッテ （空木岳直下・標高2,790m）
- 木曽殿山荘 （木曽殿越・標高2,500m）
- 摺鉢窪避難小屋 （摺鉢窪カール・標高2,550m）